# Wolfhard Möller
Wolfhard Möller (* 16. November 1944 in Barkhausen, Westfalen) ist ein deutscher Physiker.

## Leben
Wolfhard Möller studierte nach dem Besuch des Städtischen Gymnasiums Bottrop Physik in Göttingen, München und Bochum. An der Ruhr-Universität Bochum promovierte er 1975 und war dort, mit einer zweijährigen Unterbrechung (einem Forschungsaufenthalt an der Universität Aarhus in Dänemark), bis 1980 wissenschaftlicher Assistent. Von 1981 bis 1993 war er wissenschaftlicher Angestellter und ab 1987 Projektleiter am Max-Planck-Institut für Plasmaphysik in Garching. In dieser Zeit habilitierte er 1982 und wurde 1988 zum außerplanmäßigen Professor an der Universität Bochum ernannt. 
Von 1993 bis 2010 war er Direktor des Institutes für Ionenstrahlphysik und Materialforschung im Forschungszentrum Dresden-Rossendorf (heute Helmholtz-Zentrum Dresden-Rossendorf) und Professor für Ionenstrahlphysik an der Technischen Universität Dresden.

## Forschungsschwerpunkte
- Ionenstrahlanalytik
- Ionenstrahlmodifizierung von Metallen und Halbleitern
- ionen- und plasmagestützte Schichtabscheidung
- Plasma-Wand-Wechselwirkung
- Plasma-Immersions-Ionenimplantation und Computer-Simulation der Ionen-Festkörper-Wechselwirkung und der ionenunterstützten Schichtabscheidung

## Publikationen
- mit Matthias Posselt: Tridyn FZR user manual. Forschungszentrum Rossendorf, FZR, Dresden 2001
- mit Wolfgang Eckstein: TRIDYN - binary collision simulation of atomic collisions dynamic composition changes in solids. Max-Planck-Inst. für Plasmaphysik, Garching bei München, 1988
- Das Kernreaktionsverfahren zur Bestimmung von Dichteverteilungen eingelagerter Deuteronen in Nickel : Qualität und Anwendung zur Untersuchung von Diffusion und Strahlenschäden. Bochum, Univ., Abt. f. Physik u. Astronomie, Diss., 1975.